# Baeonoma euphanes
Baeonoma euphanes es una especie de polilla del género Baeonoma, orden Lepidoptera.  Fue descrita científicamente por Meyrick en 1916.

## Descripción
La envergadura es de entre 9 y 10 mm. Las alas anteriors son de color oscuro con una marca blanca en la base del dorso y una triangular en el dorso, más allá de la región media que se extiende hasta la mitad del ala. El ápice es blanco. Las alas posteriores son gris oscuras, con escamas finas.

## Distribución
Se encuentra en Guayana Francesa.